# Naoko Takahašiová
Naoko Takahašiová (japonsky 高橋 尚子 Takahaši Naoko, * 6. května 1972, Gifu, Japonsko) je bývalá japonská atletka, olympijská vítězka v maratonu z roku 2000.

## Kariéra
Maratonskou kariéru zahájila v roce 1997 (tehdy byla také ve finále mistrovství světa na dráze v běhu na 5000 metrů, obsadila 13. místo), o rok později vyhrála mezinárodní maraton v Nagoji a na Asijských hrách v Bangkoku. Dále pokračovala ve vítězné sérii, a to i zásluhou vysokohorského tréninku v Boulderu v Coloradu a podávání speciálního japonského sršního nektaru Největšího úspěchu kariéry dosáhla na olympijských hrách v Sydney v roce 2000, kde zvítězila v čase 2:23:14 a stala se první japonskou olympijskou šampionkou v atletice v celé historii. Navíc překonala olympijský rekord, druhou Rumunku Lidii Simonovou porazila o osm sekund.
Další vítězství následovala, 1. října 2001 ozdobila triumf v Berlínském maratonu novým světovým rekordem 2:19:46, kterým jako první žena v historii prolomila hranici dvou hodin a 20 minut. Byl to její první smíšený maraton pro muže a ženy, který absolvovala.
Její další kariéru zbrzdila zranění, na olympijské hry do Atén se nekvalifikovala, když v tokijském maratonu v roce 2003 dosáhla jen času 2:27:21. Rozešla se se svým trenérem Jošiem Koidem a začala se připravovat sama, ale dalších úspěchů už nedosáhla.
V březnu 2008 se pokusila znovu prosadit do reprezentace na maratonu v Nagoji, ale obsadila až 27. místo (její nejhorší výsledek v kariéře, v čase 2:44:18). V říjnu 2008 ukončila kariéru.